# Судоходные рынки
Судохо́дный ры́нок — всё, что определяет продажу и куплю судов. Как осуществляется наём судов и чем обусловлена его стоимость. Игроками данного рынка являются судовладельцы, фрахтователи и судоходные компании.
Международную судоходную отрасль можно разделить на четыре тесно связанных рынка, каждый из которых сосредоточен на торговле различным товаром: фрахтовый рынок, рынок купли-продажи, рынок судостроения и рынок утилизации. Эти рынки связаны между собой денежным потоком и заставляют участников рынка действовать соответствующие их требованиям.

## Фрахтовый рынок
Грузовой рынок состоит из судовладельцев, фрахтователей и брокеров. Они используют четыре типа контрактных договоренностей: фрахтование на рейс, договор перевозки груза, фрахтование на время (тайм-чартер) и бербоут-чартер (договор фрахтования судна без экипажа). Судовладельцы заключают договор по перевозке груза по согласованной  цене за тонну, в то время как чартерный рынок сдаёт суда на определённый период.

### Производные фрахта
Производные фрахта, которые включают в себя форвардные контракты (FFAs), контейнерные фьючерсные контракты и основанные на них опции, являются финансовыми инструментами для торговли в будущих уровнях фрахтовых ставок, для балкеров, танкеров и контейнеровозов. Данные инструменты улажены против различных индексов фрахтовых ставок опубликованных Балтийской биржей и Platt's.
FFAs часто продаются путём внебиржевых сделок, через членов Брокерской Ассоциации Форвардных Контрактов (FFABA), таких как Clarkson's Securities, Marex Spectron, SSY - Simpson, Spence and Young, Braemar Seascope LTD, Ifchor, Freight Investor Services, BGC Partners, GFI Group, ACM Shipping Ltd, BRS, Tradition-Platou и ICAP. Клиринг сделок помимо брокера могут осуществлять также Клиринговые палаты, которые поддерживают такой вид сделок. Существуют четыре Клиринговых палаты для фрахтования: NOS Clearing/NASDAQ OMX, LCH.Clearnet, CME Clearport, ICE Futures Europe и SGX. Фрахтовые производные в первую очередь используются судовладельцами и операторами, нефтяными компаниями и торговыми компаниями как средство управления рисков фрахтовых ставок.
Baltic Dry Index рассчитывает стоимость для перевозимых грузов, таких как железная руда, уголь и зерно. Торговый объем производных навалочного груза, рынок, в 2007 году оцениваемый в сумму 200 миллиардов долларов,  рос, поскольку те, кому требовались суда, пытались сдерживать свои риски и инвестиционные банки и хедж-фонды стремились получить прибыль, спекулируя на ценовых движениях. В завершении 2007 финансового года, число проданных лотов на форвардные контракты удвоило производные физических продуктов.

## Рынок купли-продажи
На рынке купли-продажи подержанные суда торгуются между судовладельцами. Используемые административные процедуры являются почти такими же как в сделках по недвижимости, используя стандартный контракт. Торговля судами - важный источник дохода для судовладельцев, поскольку цены очень непостоянны. Стоимость подержанных судов зависит от фрахтовых тарифов, срока эксплуатации, инфляции и ожиданий.

## Судостроительный рынок
В судостроительном рынке имеют место сделки между судовладельцами и судостроителями. Согласование контракта может быть очень сложным и касаться не только цены. Они также охватывают спецификации судна, дату поставки, этапы платежей и финансы. Цены на судостроительном рынке очень изменчивы и иногда следуют за ценами на рынке купли-продажи.

## Рынок утилизации
На рынке утилизации суда продаются на металлолом. Сделки осуществляются между судовладельцами и скупщиками судов на утилизацию, часто при участии спекулянтов, действующих в роли посредников.